# IC 937
IC 937 је елиптична галаксија у сазвјежђу Велики медвјед која се налази на листи објеката дубоког неба у Индекс каталогу.
Деклинација објекта је + 55° 37' 46" а ректасцензија 13h 44m 29,1s. Привидна величина (магнитуда) објекта IC 937 износи 15,5 а фотографска магнитуда 16,5.